# سباق جوادلوب 2022
سباق جوادلوب 2022 (بالفرنسية: Tour cycliste international de la Guadeloupe 2022)‏ هو سباق دراجات هوائية، وهو الموسم الحادي والسبعين من سباق جوادلوب ‏، وأقيم خلال الفترة من 5 أغسطس 2022، وحتى 14 أغسطس 2022 ضمن سباقات طواف أوروبا للدراجات 2022، وشارك فيه  140 متسابقاً ووصل إلى نهايته  88 متسابقاً.
فاز بالمركز الأول وفي تصنيف المجموعة وفي ترتيب النقاط Stefan Bennett ‏، وفاز بالمركز الثاني Tom Donnenwirth ‏، وفاز بالمركز الثالث وفي تصنيف الجبال Célestin Guillon ‏، وفاز في ترتيب الفرق Laval Cyclisme 53 ‏، وفاز في ترتيب النقاط للشباب Robin Plamondon ‏، وفاز في تصنيف القتال Florian Rapiteau ‏، وفاز في تصنيف السرعة Veljko Stojnić ‏.

## المراحل
| قائمة المراحل | قائمة المراحل | قائمة المراحل                                   | قائمة المراحل  | قائمة المراحل | قائمة المراحل      | قائمة المراحل      |
| المرحلة       | التاريخ       | الدورة                                          |                | المسافة (كم)  | الفائز بالمرحلة    | القائد العام       |
| ------------- | ------------- | ----------------------------------------------- | -------------- | ------------- | ------------------ | ------------------ |
| المرحلة 1     | 5 أغسطس       | La Désirade (commune) ‏ – La Désirade (commune) ‏ | فردي ضد الساعة | 8٫9           | Guillaume Dauschy ‏ | Guillaume Dauschy ‏ |
| المرحلة 2     | 6 أغسطس       | بوانت-آه-بيتر – بيتي-كانال                      | مرحلة مستوية   | 156           | Florian Rapiteau ‏  | Guillaume Dauschy ‏ |
| المرحلة 3     | 7 أغسطس       | سانت-آن – Trois-Rivières, Guadeloupe ‏           | مرحلة جبلية    | 144           | Célestin Guillon ‏  | Célestin Guillon ‏  |
| المرحلة 4     | 8 أغسطس       | لامنتين – غوياف                                 | مرحلة مستوية   | 145           | Veljko Stojnić ‏    | Célestin Guillon ‏  |
| المرحلة 5     | 9 أغسطس       | باي-ماؤو – لزابيم                               | مرحلة مستوية   | 155٫5         | Florian Rapiteau ‏  | Tom Donnenwirth ‏   |
| المرحلة 6     | 10 أغسطس      | كابستر-بيل-أو – غوربير                          | مرحلة جبلية    | 148           | Florian Rapiteau ‏  | Alexys Brunel ‏     |
| المرحلة 7     | 11 أغسطس      | فيو فور ‏ – لو مول                               | مرحلة مستوية   | 174           | Jeremy Deloumeaux ‏ | Alexys Brunel ‏     |
| المرحلة 8     | 12 أغسطس      | لو مول – آنس-برتران                             | فردي ضد الساعة | 30٫6          | Alexys Brunel ‏     | Alexys Brunel ‏     |
| المرحلة 9     | 13 أغسطس      | بوانت-نوار – بويانت                             | مرحلة جبلية    | 138٫5         | Robin Plamondon ‏   | Stefan Bennett ‏    |
| المرحلة 10    | 14 أغسطس      | لو غوسييه – باي-ماؤو                            | مرحلة مستوية   | 147٫1         | Ivan Centrone ‏     | Stefan Bennett ‏    |

## وصلات خارجية
- الموقع الرسمي
- لمحة عن سباق سباق جوادلوب 2022 على موقع  ProCyclingStats   (برو  سايكلنج  ستاتس) - إحصاءات  محترفي  الدراجات.
- سباق جوادلوب 2022 على موقع إحصائيات الدراجات الإحترافية (الإنجليزية)
- سباق جوادلوب 2022 في موقع Cycling Archives سايكلنج أركايفز